# Nosegawa
Nosegawa (jap. 野迫川村 Nosegawa-mura) – wieś w Japonii, na wyspie Honsiu, w prefekturze Nara. Według danych na rok 2020 miejscowość zamieszkiwało 357 mieszkańców , a gęstość zaludnienia wyniosła 2,3 os./km².